# Huahine-Star
Der Huahine-Star (Aplonis diluvialis) ist ein ausgestorbener Singvogel aus der Familie der Stare. Er war auf der polynesischen Insel Huahine endemisch und hatte damit das östlichste Verbreitungsgebiet von allen in Ozeanien vorkommenden Starenarten der Gattung Aplonis. Der Huahine-Star ist nur durch einen subfossilen Tarsometatarsus bekannt, der 1984 vom amerikanischen Archäologen und Anthropologen Yosihiko H. Sinoto vom Bernice P. Bishop Museum in der Lagerstätte Faʻahia im Norden von Huahine ausgegraben und 1989 von David William Steadman wissenschaftlich beschrieben wurde. Der Knochen hat eine Länge von 38 Millimeter und ein Vergleich mit den Tarsometatarsi anderer Arten der Gattung Aplonis legt die Vermutung nahe, dass der Huahine-Star in seiner Größe nur vom Samoa-Star (Aplonis atrifusca) übertroffen wurde. Das Aussterben des Huahine-Stars ist vermutlich auf polynesische Siedler zurückzuführen, die zwischen 750 und 1250 n. Chr. die Wälder rodeten, nicht-heimische Pflanzenarten mitbrachten und es Ratten und nicht-heimischen Vogelarten ermöglichten, sich auf Huahine auszubreiten und Seuchen einzuschleppen.
Steadman misst dem Fund eine große Bedeutung bei, da er das Wissen über die Verbreitung der Aplonis-Arten erheblich erweitert hat. Nach Ansicht von Steadman könnte eine Zeichnung von Georg Forster aus dem Jahre 1774, die einen mysteriösen Vogel von der Insel Raiatea (früher Ulieta genannt) darstellt,  nicht wie irrtümlich angenommen, eine Drosselart repräsentieren, sondern einen Verwandten des Huahine-Stars, da die Stare vermutlich nicht nur auf Huahine vorkamen, sondern auch auf der südwestlich von Huahine gelegenen Nachbarinsel Raiatea.

## Etymologie
Das Artepitheton bezieht sich auf das lateinische Wort „diluvium“ für Flut und bezeichnet die Tatsache, dass die Schichten der Lagerstätte von Faʻahia heute mit Grundwasser durchtränkt sind und mit durch Sturmwellen angesammelten Sand überlagert wurden.